# USA:s ambassadör i Israel
USA:s ambassadör i Israel (engelska: Ambassador of the United States to Israel, hebreiska: שגריר ארצות הברית לישראל) är chef för USA:s diplomatiska beskickning i Staten Israel. Beskickningschefens titel har varit ambassadör sedan år 1949.

## Ämbetsinnehavare
Nedanstående lista är en kronologisk förteckning över de som innehaft befattningen:
| Nr | Bild | Namn                  | Period    | Typ av utnämning   |
| -- | ---- | --------------------- | --------- | ------------------ |
| 1  |      | James Grover McDonald | 1949–1950 | politisk utnämning |
| 2  |      | Monnett Bain Davis    | 1951–1953 | karriärdiplomat    |
| 3  |      | Edward B. Lawson      | 1954–1959 | karriärdiplomat    |
| 4  |      | Ogden Reid            | 1959–1961 | politisk utnämning |
| 5  |      | Walworth Barbour      | 1961–1973 | karriärdiplomat    |
| 6  |      | Kenneth Keating       | 1973–1975 | politisk utnämning |
| 7  |      | Malcolm Toon          | 1975–1976 | karriärdiplomat    |
| 8  |      | Samuel W. Lewis       | 1977–1985 | karriärdiplomat    |
| 9  |      | Thomas R. Pickering   | 1985–1988 | karriärdiplomat    |
| 10 |      | William Andreas Brown | 1988–1992 | karriärdiplomat    |
| 11 |      | William C. Harrop     | 1992–1993 | karriärdiplomat    |
| 12 |      | Edward Djerejian      | 1993–1994 | karriärdiplomat    |
| 13 |      | Martin Indyk          | 1995–1997 | politisk utnämning |
| 14 |      | Edward S. Walker      | 1997–2000 | karriärdiplomat    |
| 15 |      | Martin Indyk          | 2000–2001 | politisk utnämning |
| 16 |      | Daniel C. Kurtzer     | 2001–2005 | karriärdiplomat    |
| 17 |      | Richard Jones         | 2005–2008 | karriärdiplomat    |
| 18 |      | James B. Cunningham   | 2008–2011 | karriärdiplomat    |
| 19 |      | Daniel B. Shapiro     | 2011–2017 | politisk utnämning |
| 20 |      | David M. Friedman     | 2017–2021 | politisk utnämning |
| 21 |      | Thomas R. Nides       | 2021–2023 | politisk utnämning |
| 22 |      | Jack Lew              | 2023–2025 | politisk utnämning |
| 23 |      | Mike Huckabee         | 2025–     | politisk utnämning |